# Coldstream (Colombie-Britannique)
Pour les articles homonymes, voir Coldstream.
Coldstream est une ville canadienne de la Colombie-Britannique, chef-lieu du district régional de North Okanagan. Elle appartient à l'agglomération de Vernon, la population municipale atteint 11000 habitants. La ville borde la rive nord du lac Kalamalka à la sortie de la rivière de Vernon, au carrefour des vallées de l'Okanagan et de Coldstream. 

## Situation
| Vernon                     | Aire électorale C |                   |
|                            | Coldstream        | Aire électorale D |
| Aire électorale B (zone 2) | Aire électorale D |                   |

## Démographie
| 1991  | 1996  | 2001  | 2006  | 2011   | 2016   | 2021   |
| ----- | ----- | ----- | ----- | ------ | ------ | ------ |
| 7 999 | 8 975 | 9 106 | 9 471 | 10 314 | 10 648 | 11 171 |